# Rosário da Limeira
Rosário da Limeira este un oraș în Minas Gerais (MG), Brazilia.